# NICMOS

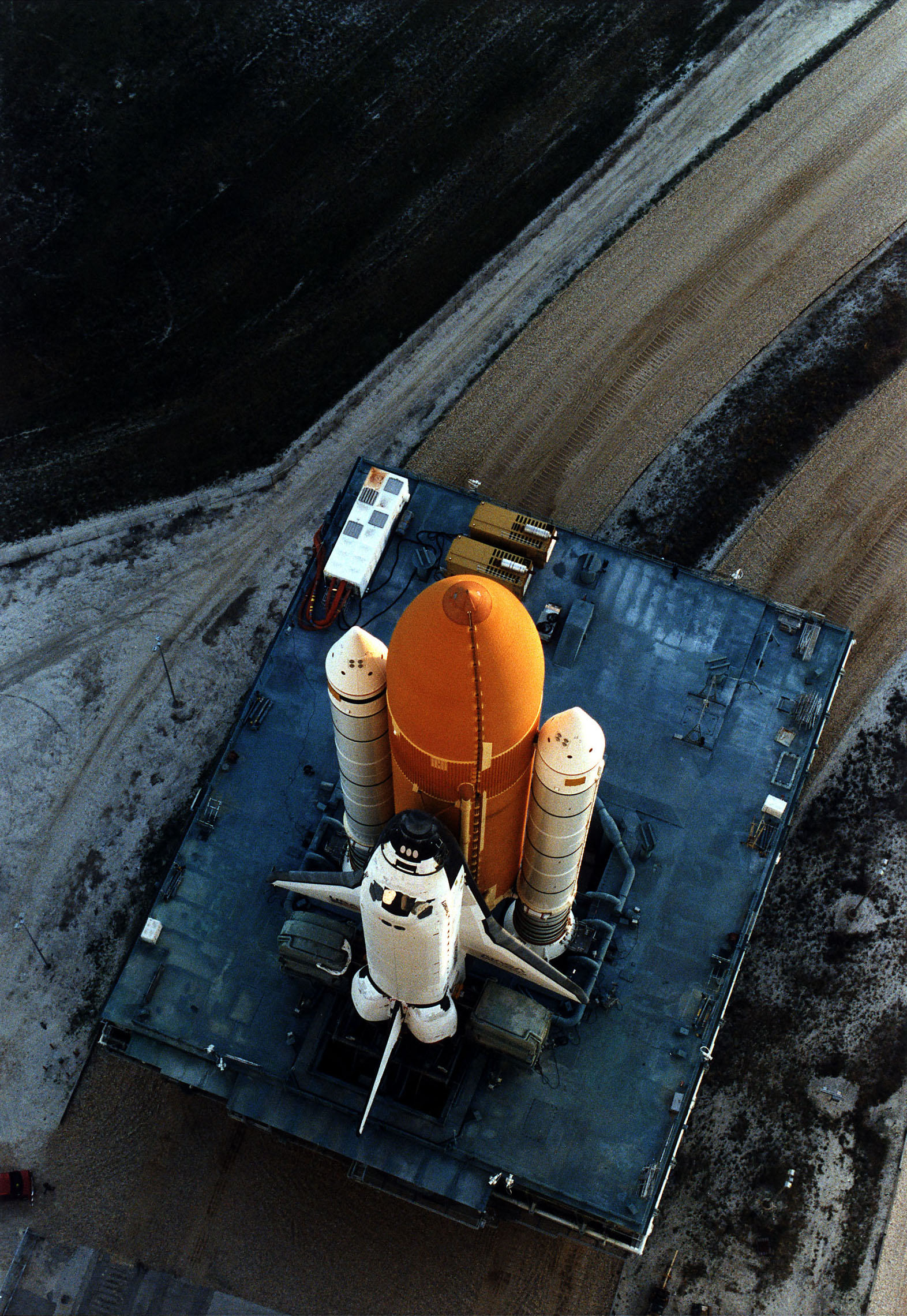
Подорож NICMOS до космосу, січень 1997 року

NICMOS (Near Infrared Camera and Multi-Object Spectrometer) — це спеціальний прилад, встановлений на космічному телескопі Габбл, який дозволявє вивчати Всесвіт в інфрачервоному випромінюванні. Звичайне світло, яке бачить людське око, не дозволяє спостерігати багато космічних об'єктів, оскільки вони приховані за густими хмарами пилу. Однак інфрачервоне випромінювання здатне проходити через цей пил, і саме тому NICMOS був таким корисним для астрономів. За допомогою цього приладу вони змогли досліджувати, наприклад, молоді зорі, які ще оточені газом і пилом, або далекі галактики, світло від яких подорожувало до нас мільярди років. NICMOS допомагав вивчати температуру, склад і структуру цих об'єктів, відкриваючи таємниці космосу, які залишалися б прихованими без можливості «бачити» в інфрачервоному світлі.

## Опис
NICMOS (Near Infrared Camera and Multi-Object Spectrometer) був створений дослідниками з Обсерваторії Стюарда при Університеті Аризони (США) і виготовлений компанією Ball Aerospace & Technologies Corp.. Це один із приладів космічного телескопа Габбл, який дозволяв вивчати Всесвіт в інфрачервоному світлі, у діапазоні від 0,8 до 2,4 мікрометра.
NICMOS був не просто камерою, а багатофункціональним інструментом. Він поєднував у собі камеру і спектрометр, що дозволяло отримувати не тільки зображення, але й аналізувати склад і фізичні властивості космічних об'єктів. Основні можливості NICMOS:
- Коронографічна зйомка — допомагала «відсікати» яскраве світло зорі, щоб можна було побачити слабші об'єкти поруч, наприклад екзопланети.
- Поляриметрія — вивчала поляризоване світло, що давало інформацію про магнітні поля у Всесвіті.
- Спектроскопія — дозволяла аналізувати спектри відразу для багатьох об'єктів, що особливо корисно для вивчення скупчень галактик або зоряних утворень.

NICMOS мав три чутливі детектори, кожен з роздільною здатністю 256×256 пікселів. Вони були зроблені з ртутно-кадмієвого телуриду, матеріалу, що добре поглинає інфрачервоне світло. Кожен детектор був розділений на чотири незалежні сектори (по 128×128 пікселів), що допомагало ефективніше зчитувати дані. Завдяки NICMOS телескоп Габбл отримав унікальну можливість досліджувати ті куточки Всесвіту, які залишалися невидимими у звичайному світлі. Його спостереження допомогли вченим краще зрозуміти процеси формування зір, еволюцію галактик та інші космічні явища.

## Історія NICMOS

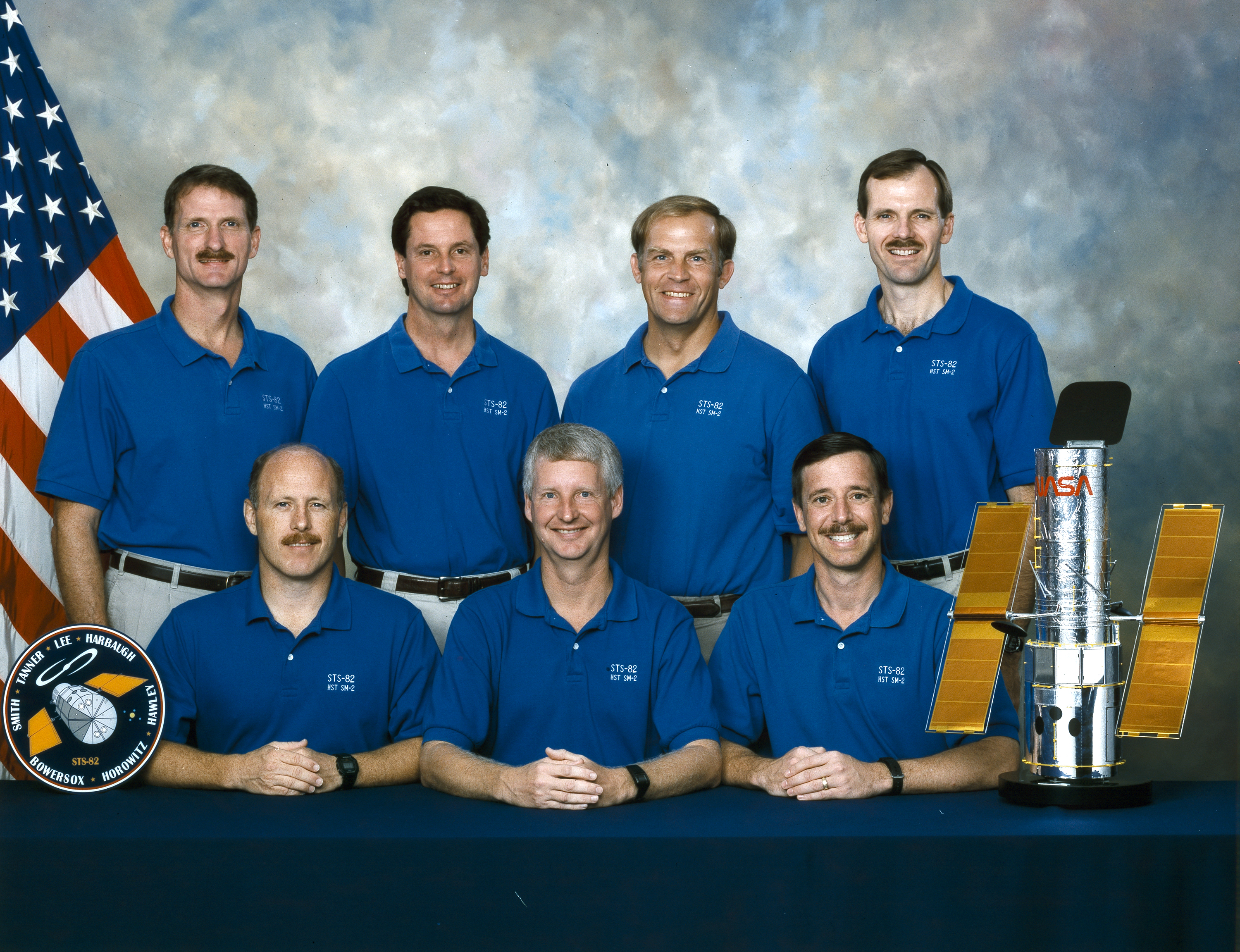
NICMOS був встановлений екіпажем STS-82

NICMOS був встановлений на космічний телескоп Габбл під час його другої сервісної місії в 1997 році (STS-82). Тоді ж на телескоп був встановлений Спектрограф космічного телескопа (STIS), який замінив два попередні прилади, що вже не виконували свої функції. Після цього NICMOS був частково замінений новішим приладом — Wide Field Camera 3 (Ширококутова камера 3). Ця камера мала значно більшу площу огляду (135 на 127 кутових секунд, або 2,3 на 2,1 кутових мінут), і хоча вона також могла працювати в інфрачервоному діапазоні, її можливості для глибоких спостережень були близькими до NICMOS. У 2002 році під час сервісної місії 3B (STS-109) була встановлена нова система охолодження для NICMOS, яка включала кріокамеру, кріогенні циркулятори та зовнішній радіатор. Ця система охолоджувала прилад, використовуючи неонову рідину в замкнутому циклі, що дозволяло підтримувати температуру необхідну для ефективної роботи NICMOS. Розробка системи охолодження NICMOS (NCS) була особливо прискореною — вона була створена за 14 місяців, тоді як розробка інших компонентів для телескопа зазвичай займає 5-10 років. Завдяки цьому новому охолодженню, NICMOS зміг відновити свою здатність працювати після місії SM 3B і продовжити проводити важливі спостереження в інфрачервоному діапазоні.

## Наукові результати
NICMOS отримав визнання за свою високу ефективність у спостереженнях в ближньому інфрачервоному діапазоні, що дозволяло йому «бачити» об'єкти, приховані за густими пиловими хмарами, які не видно у звичайному світлі. Завдяки цій здатності він став важливим інструментом для вивчення таких космічних явищ, як формування нових зір і галактик, які були сховані за космічним пилом. Після встановлення NICMOS на космічний телескоп Габбла він працював близько 23 місяців до того, як закінчився запас кріоохолоджувача, необхідного для підтримки його роботи в холодних температурах. Однак після того, як у 2002 році була встановлена нова система охолодження, NICMOS зміг продовжити свою роботу ще кілька років, надаючи важливі дані для астрономії. Цей прилад поєднував потужність ближнього інфрачервоного спостереження з великою дзеркальною поверхнею телескопа, що дозволяло йому отримувати зображення з високою роздільною здатністю і глибинною чіткістю навіть у складних умовах космосу. Завдяки цьому, NICMOS зміг зробити значний внесок у дослідження численних космічних об'єктів, відкриваючи нові можливості для астрономів.
NICMOS зробив великий внесок у вивчення галактик та квазарів з високим червоним зсувом, надаючи високу роздільну здатність, що дозволяло астрономам отримувати чіткі зображення навіть віддалених космічних об'єктів. Це було особливо корисно в поєднанні з іншими інструментами, такими як STIS (Спектрограф космічного телескопа), що допомагало отримувати більш детальну інформацію та точні спектри для дослідження цих об'єктів. Завдяки цьому, вчені могли краще зрозуміти склад, еволюцію і фізичні характеристики галактик і квазарів, які знаходяться на величезних відстанях від Землі. Крім того, NICMOS значно покращив дослідження зоряних населень, дозволяючи астрономам вивчати зорі та їх утворення в різних частинах Всесвіту, особливо в регіонах, прихованих за космічним пилом, що було важко досягти з іншими інструментами. У планетарній науці NICMOS допоміг зробити важливе відкриття — басейн удару на південному полюсі астероїда 4 Веста. Це було важливе відкриття, оскільки до цього часу на поверхні астероїда не було виявлено таких виразних геологічних утворень. Це відкриття стало основою для подальших досліджень, і в 2010-х роках астероїд 4 Веста був відвіданий космічним апаратом Dawn, який знімав ще точніші зображення та вивчав його детальніше.
У 2009 році старе зображення, отримане за допомогою NICMOS, було оброблене, щоб показати передбачувану екзопланету, що обертається навколо зорі HR 8799, яка знаходиться на відстані приблизно 130 світлових років від Землі.
У 2011 році, завдяки вдосконаленій обробці даних, на зображенні NICMOS, яке було зроблене ще в 1998 році, вдалося побачити чотири екзопланети навколо цієї ж зорі HR 8799. Це відкриття стало важливим досягненням, оскільки ці екзопланети були вперше виявлені за допомогою телескопів Кека та Джеміні Північ між 2007 і 2010 роками. Зображення NICMOS дозволило астрономам більш детально вивчити орбіти цих планет, оскільки їхнє обертання навколо зорі займає багато десятиліть або навіть сотні земних років, що робить їх спостереження особливо складним і важливим для астрономії. NICMOS також спостерігав екзопланету XO-2b, яка обертається навколо зорі XO-2, і в 2012 році були отримані спектроскопічні дані для цієї екзопланети.  У 2014 році дослідники змогли відновити зображення планетарних дисків з давніх даних NICMOS, застосувавши нові методи обробки зображень. Це дозволило отримати додаткову інформацію про формування планет і їхнє оточення в ранньому Всесвіт.